# A Bahama-szigetek az 1996. évi nyári olimpiai játékokon
A Bahama-szigetek az egyesült államokbeli Atlantában megrendezett 1996. évi nyári olimpiai játékok egyik részt vevő nemzete volt. Az országot az olimpián 4 sportágban 26 sportoló képviselte, akik összesen 1 érmet szereztek.

## Érmesek
| Érem  | Versenyző                                                                                           | Sportág  | Versenyszám         |
| ----- | --------------------------------------------------------------------------------------------------- | -------- | ------------------- |
| Ezüst | Eldece Clarke-Lewis Chandra Sturrup Savatheda Fynes Pauline Davis-Thompson Debbie Ferguson-McKenzie | Atlétika | Női 4 × 100 m váltó |

## Atlétika
Férfi
| Versenyző                                                               | Versenyszám     | Előfutam | Előfutam | Előfutam | Negyeddöntő | Negyeddöntő | Negyeddöntő | Elődöntő | Elődöntő | Elődöntő | Döntő   | Döntő    |
| Versenyző                                                               | Versenyszám     | Idő      | Hely.    | Össz.    | Idő         | Hely.       | Össz.       | Idő      | Hely.    | Össz.    | Idő     | Helyezés |
| ----------------------------------------------------------------------- | --------------- | -------- | -------- | -------- | ----------- | ----------- | ----------- | -------- | -------- | -------- | ------- | -------- |
| Renward Wells                                                           | 100 m           | 10,48    | 4.       | 49.***   | kiesett     | kiesett     | kiesett     | kiesett  | kiesett  | kiesett  | kiesett | kiesett  |
| Troy McIntosh                                                           | 400 m           | 46,42    | 4.       | 37.*     | kiesett     | kiesett     | kiesett     | kiesett  | kiesett  | kiesett  | kiesett | kiesett  |
| Carl Oliver                                                             | 400 m           | 47,41    | 6.       | 49.      | kiesett     | kiesett     | kiesett     | kiesett  | kiesett  | kiesett  | kiesett | kiesett  |
| Renward Wells Dwight Ferguson Iram Lewis Andrew Tynes Joe Styles        | 4 × 100 m váltó | 39,38    | 3.       | 13.      |             |             |             | kizárták | kizárták | kizárták | kiesett | kiesett  |
| Carl Oliver Troy McIntosh Dennis Darling Timothy Munnings Theron Cooper | 4 × 400 m váltó | 3:04,09  | 2.       | 14.      |             |             |             | 3:02,17  | 4.       | 7.       | 3:02,71 | 7.       |

| Versenyző        | Versenyszám | Selejtező | Selejtező | Döntő    | Döntő    |
| Versenyző        | Versenyszám | Eredmény  | Helyezés  | Eredmény | Helyezés |
| ---------------- | ----------- | --------- | --------- | -------- | -------- |
| Troy Kemp        | Magasugrás  | 228 cm    | 6.**      | 225 cm   | 13.      |
| Ian Thompson     | Magasugrás  | 226 cm    | 20.       | kiesett  | kiesett  |
| Frank Rutherford | Hármasugrás | 16,73 m   | 12.       | 16,38 m  | 11.      |

Női
| Versenyző                                                                                           | Versenyszám     | Előfutam | Előfutam | Előfutam | Negyeddöntő | Negyeddöntő | Negyeddöntő | Elődöntő | Elődöntő | Elődöntő | Döntő   | Döntő    |
| Versenyző                                                                                           | Versenyszám     | Idő      | Hely.    | Össz.    | Idő         | Hely.       | Össz.       | Idő      | Hely.    | Össz.    | Idő     | Helyezés |
| --------------------------------------------------------------------------------------------------- | --------------- | -------- | -------- | -------- | ----------- | ----------- | ----------- | -------- | -------- | -------- | ------- | -------- |
| Debbie Ferguson-McKenzie                                                                            | 100 m           | 11,33    | 4.       | 17.**    | 11,26       | 3.          | 13.         | 11,28    | 7.       | 13.      | kiesett | kiesett  |
| Eldece Clarke-Lewis                                                                                 | 100 m           | 11,33    | 4.       | 17.**    | 11,47       | 5.          | 21.*        | kiesett  | kiesett  | kiesett  | kiesett | kiesett  |
| Chandra Sturrup                                                                                     | 100 m           | 11,24    | 1.       | 11.      | 11,21       | 2.          | 10.*        | 11,07    | 4.       | 6.**     | 11,00   | 5.       |
| Chandra Sturrup                                                                                     | 200 m           | 22,63    | 2.       | 4.*      | 22,81       | 2.          | 10.         | 22,54    | 3.       | 8.       | 22,54   | 6.       |
| Savatheda Fynes                                                                                     | 200 m           | 23,39    | 6.       | 31.      | 23,26       | 6.          | 21.         | kiesett  | kiesett  | kiesett  | kiesett | kiesett  |
| Pauline Davis-Thompson                                                                              | 400 m           | 51,00    | 1.       | 1.       | 51,08       | 2.          | 8.          | 49,85    | 3.       | 3.       | 49,28   | 4.       |
| Eldece Clarke-Lewis Chandra Sturrup Savatheda Fynes Pauline Davis-Thompson Debbie Ferguson-McKenzie | 4 × 100 m váltó | 43,14    | 2.       | 4.       |             |             |             |          |          |          | 42,14   |          |

| Versenyző      | Versenyszám   | Selejtező | Selejtező | Döntő    | Döntő    |
| Versenyző      | Versenyszám   | Eredmény  | Helyezés  | Eredmény | Helyezés |
| -------------- | ------------- | --------- | --------- | -------- | -------- |
| Jackie Edwards | Távolugrás    | 655 cm    | 14.       | kiesett  | kiesett  |
| Laverne Eve    | Gerelyhajítás | 58,48 m   | 17.       | kiesett  | kiesett  |

* - egy másik versenyzővel azonos eredményt ért el

** - két másik versenyzővel azonos eredményt ért el

*** - három másik versenyzővel azonos eredményt ért el

## Tenisz
Férfi
| Versenyző                | Versenyszám | 64-es főtábla                    | 32-es főtábla                                               | Nyolcaddöntő                                                    | Negyeddöntő       | Elődöntő          | Bronz- mérkőzés   | Döntő             | Helyezés |
| Versenyző                | Versenyszám | Ellenfél Eredmény                | Ellenfél Eredmény                                           | Ellenfél Eredmény                                               | Ellenfél Eredmény | Ellenfél Eredmény | Ellenfél Eredmény | Ellenfél Eredmény | Helyezés |
| ------------------------ | ----------- | -------------------------------- | ----------------------------------------------------------- | --------------------------------------------------------------- | ----------------- | ----------------- | ----------------- | ----------------- | -------- |
| Mark Knowles             | Egyes       | Kenneth Carlsen (DEN) · 5–7, 3–6 | kiesett                                                     | kiesett                                                         | kiesett           | kiesett           | kiesett           | kiesett           | 33.      |
| Mark Knowles Roger Smith | Páros       |                                  | Portugália (POR) · Emanuel Couto · Bernardo Mota · 7–6, 7–6 | Horvátország (CRO) · Saša Hiršzon · Goran Ivanišević · 6–7, 3–6 | kiesett           | kiesett           | kiesett           | kiesett           | 9.       |

## Úszás
Férfi
| Versenyző    | Versenyszám | Előfutam | Előfutam | Előfutam | Döntő | Döntő | Döntő | Helyezés |
| Versenyző    | Versenyszám | Idő      | Hely.    | Össz.    | Típus | Idő   | Hely. | Helyezés |
| ------------ | ----------- | -------- | -------- | -------- | ----- | ----- | ----- | -------- |
| Allan Murray | 50 m gyors  | 22,75    | 3.       | 11.      | B     | 22,92 | 4.*   | 12.*     |

* - egy másik versenyzővel azonos eredményt ért el

## Vitorlázás
Nyílt
| Versenyző                      | Versenyszám | Futam | Futam | Futam | Futam | Futam | Futam | Futam | Futam | Futam | Futam | Futam | Pontszám | Helyezés |
| Versenyző                      | Versenyszám | 1     | 2     | 3     | 4     | 5     | 6     | 7     | 8     | 9     | 10    | 11    | Pontszám | Helyezés |
| ------------------------------ | ----------- | ----- | ----- | ----- | ----- | ----- | ----- | ----- | ----- | ----- | ----- | ----- | -------- | -------- |
| Robert Dunkley                 | Laser       | (48)  | 41    | (46)  | 41    | 45    | 46    | 43    | 43    | 41    | 42    | 37    | 379,0    | 47.      |
| Mark Holowesko Myles Pritchard | Csillaghajó | 20    | 11    | 15    | 20    | (21)  | 18    | 12    | (23)  | 20    | 12    |       | 128,0    | 19.      |